# Birreme
El birreme (griego antiguo: Βιήρης, latín: Birēmis), dirreme, driere, o diere (griego antiguo: διήρης dieres) era una nave de guerra, evolución de la galera, inventada probablemente por los fenicios en el siglo VIII a. C. Su nombre deriva de las dos hileras de remeros que había a cada costado del barco.

## Historia
Hacia el siglo VIII a. C. el diseño de las antiguas galeras fue modificado. Unos constructores de buques, probablemente fenicios, superpusieron una segunda hilera de remos, creando el barco comúnmente conocido por su nombre griego: biērēs, birreme (este término no fue probablemente utilizado hasta tiempo más tarde).
Los griegos crearon una nueva versión, la versión griega del birreme medía 80 pies (24 metros) de eslora y tenía una manga máxima de 10 pies (3 m). Constituía una modificación del monorreme, un barco con una fila única de remos a cada lado. En el birreme se superpuso una hilera de remeros por costado, de ahí su nombre. También poseía una vela cuadrada de gran tamaño. Este barco fue utilizado a menudo por los romanos, entre otras campañas en la segunda invasión de César a Britania. A menudo, además de la tripulación, transportaba un contingente de soldados y su comandante, al que se le asignaba una tienda en cubierta.
La primera mención sobre los birremes se encuentra en relieves asirios del siglo VIII a. C. Aparecen representados en los relieves de Senaquerib en Fenicia (c. 690 a. C.), según el arqueólogo naval Lucien Basch. Expone este autor que la pretensión de que los dieres griegos del siglo VI a. C. antecedieran en veinticinco años a los representados en el palacio de Quyundjiq (cercano a Mosul, ciudad de Irak), dado el estado fragmentario de la documentación epigráfica, no es significativo para la evolución de estos durante el periodo geométrico. La separación vertical entre los toletes de los remos de los birremes de Quyundjiq es mínima. En Grecia, hasta el siglo VI a. C. no se incorporó esta característica. Esta disposición implicaba que los remeros estaban dispuestos en dos niveles, y el casco, en consecuencia, tenía el centro de gravedad bajo. A partir de entonces se dotó al birreme de un puente que se extendía por toda la cubierta. Estaba protegido todo el perímetro del alcázar de este barco asirio, por un pavés del que estaban suspendidos muchos escudos que protegían a los soldados en cubierta. La comparación entre el birreme representado en una crátera ática conservada en el Museo Real de Ontario (Toronto) y el de Quyundjiq, en opinión de Basch, demuestra que estas naves tenían una estructurara totalmente diferente: la segunda tiene más manga que la primera.

## Referencias

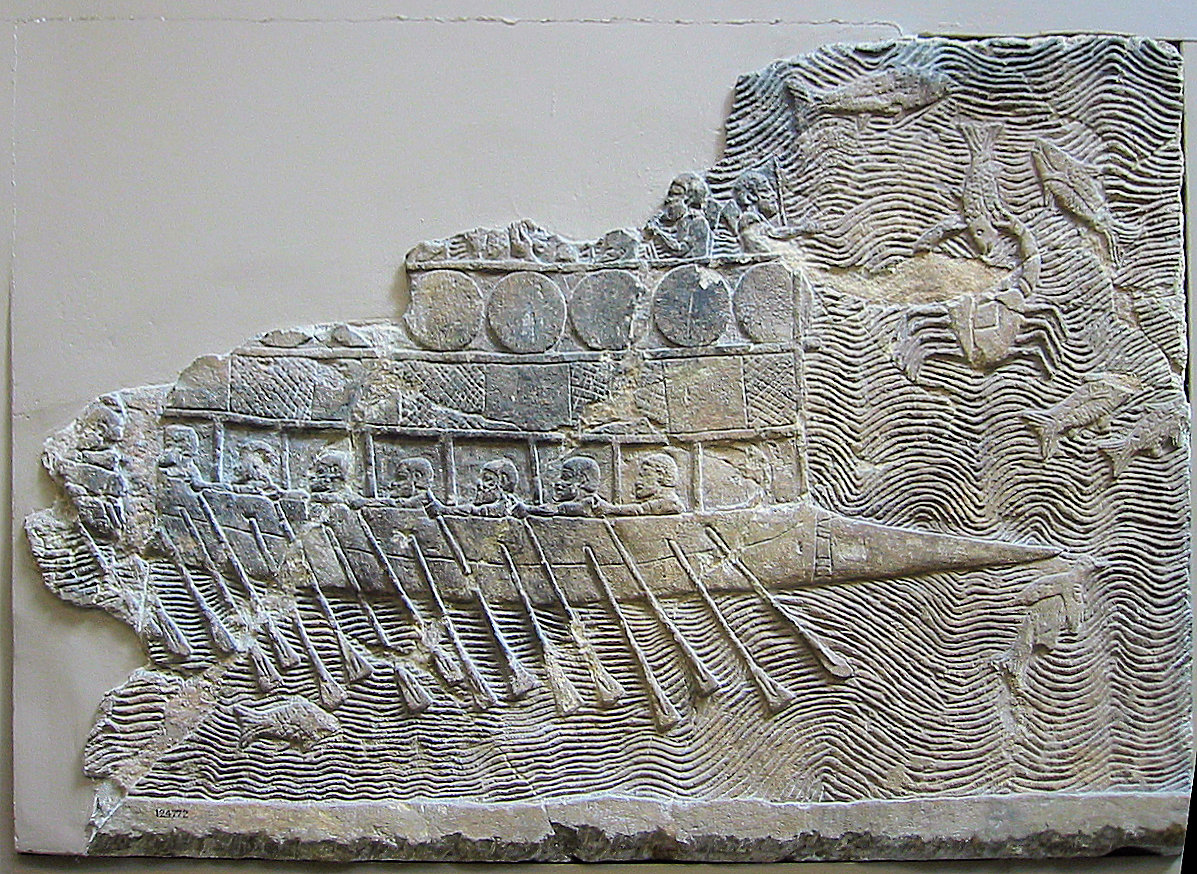
Barco de guerra asirio, un birreme con espolón. 700 a. C.
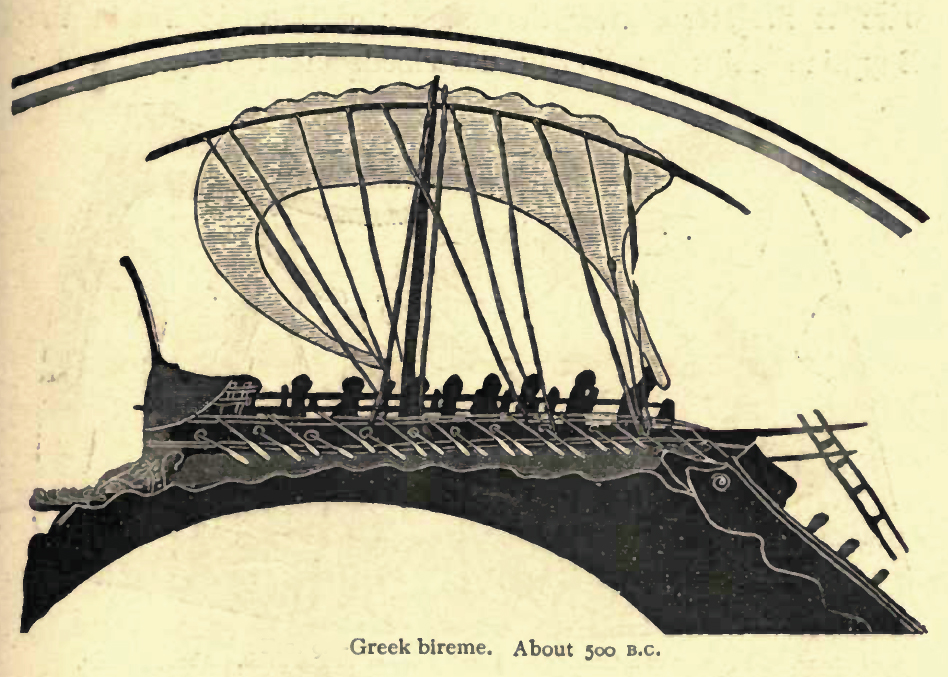
Birreme griego (c. 500 a. C.)
Modelo en terracota de birreme púnico, Museo Arqueológico Provincial de Alicante.